# Culhat
Culhat ist ein Ort und eine zentralfranzösische Gemeinde (commune) mit 1.149 Einwohnern (Stand 1. Januar 2022) im Département Puy-de-Dôme in der Region Auvergne-Rhône-Alpes.

## Lage
Der Ort Culhat liegt in einer Höhe von ca. 300 m ü. d. M. etwa 26 Kilometer (Fahrtstrecke) nordöstlich von Clermont-Ferrand; die Kantonshauptstadt Lezoux befindet sich etwa sieben Kilometer südöstlich. Zur Gemeinde gehören mehrere kleinere Dörfer, Weiler und Einzelgehöfte. Das Gemeindegebiet wird vom Fluss Litroux durchquert, der an der Grenze zur Nachbargemeinde Joze in den Allier mündet.

## Bevölkerungsentwicklung
| Jahr                       | 1968 | 1975 | 1982 | 1990 | 1999 | 2006 | 2018 |
| Einwohner                  | 737  | 708  | 718  | 849  | 875  | 1064 | 1128 |
| Quellen: Cassini und INSEE |      |      |      |      |      |      |      |

Im 19. Jahrhundert lag die Einwohnerzahl der Gemeinde stets deutlich über 1000. Die Reblauskrise im Weinbau und der Verlust von Arbeitsplätzen durch die Mechanisierung der Landwirtschaft führten zu einem Rückgang der Bevölkerung in den 1950er bis 1970er Jahren auf knapp über 700. Aufgrund der relativen Nähe zur Großstadt Clermont-Ferrand und den auf dem Lande deutlich niedrigeren Immobilienpreise begann ein langsames aber stetiges Wiederansteigen.

## Wirtschaft
Die über Jahrhunderte zum Zweck der Selbstversorgung betriebene Landwirtschaft ist auch heute noch von großer ökonomischer Bedeutung für die Gemeinde, wobei die Viehzucht einen bedeutenden Teil ausmacht. Ein Teil der Einwohner arbeitet im Großraum von Clermont-Ferrand. Einige leerstehende Häuser sind zu Ferienwohnungen (gîtes) umgebaut worden.

## Geschichte
In geringer Entfernung vom heutigen Ort wurden zahlreiche Mosaiksteinchen gefunden, die auf die Existenz eines gallorömischen Landgutes (villa rustica) verweisen. Im Mittelalter befand sich auf dem Gebiet der heutigen Gemeinde eine Komturei (commanderie) des Templerordens, die nach dessen Auflösung im Jahr 1312 in die Hände des Johanniterordens überging; die Kirche von Culhat diente über Jahrhunderte als Grablege einiger regional bedeutsamer Ordensritter – die beiden Tatzenkreuze im Gemeindewappen erinnern daran.

## Sehenswürdigkeiten

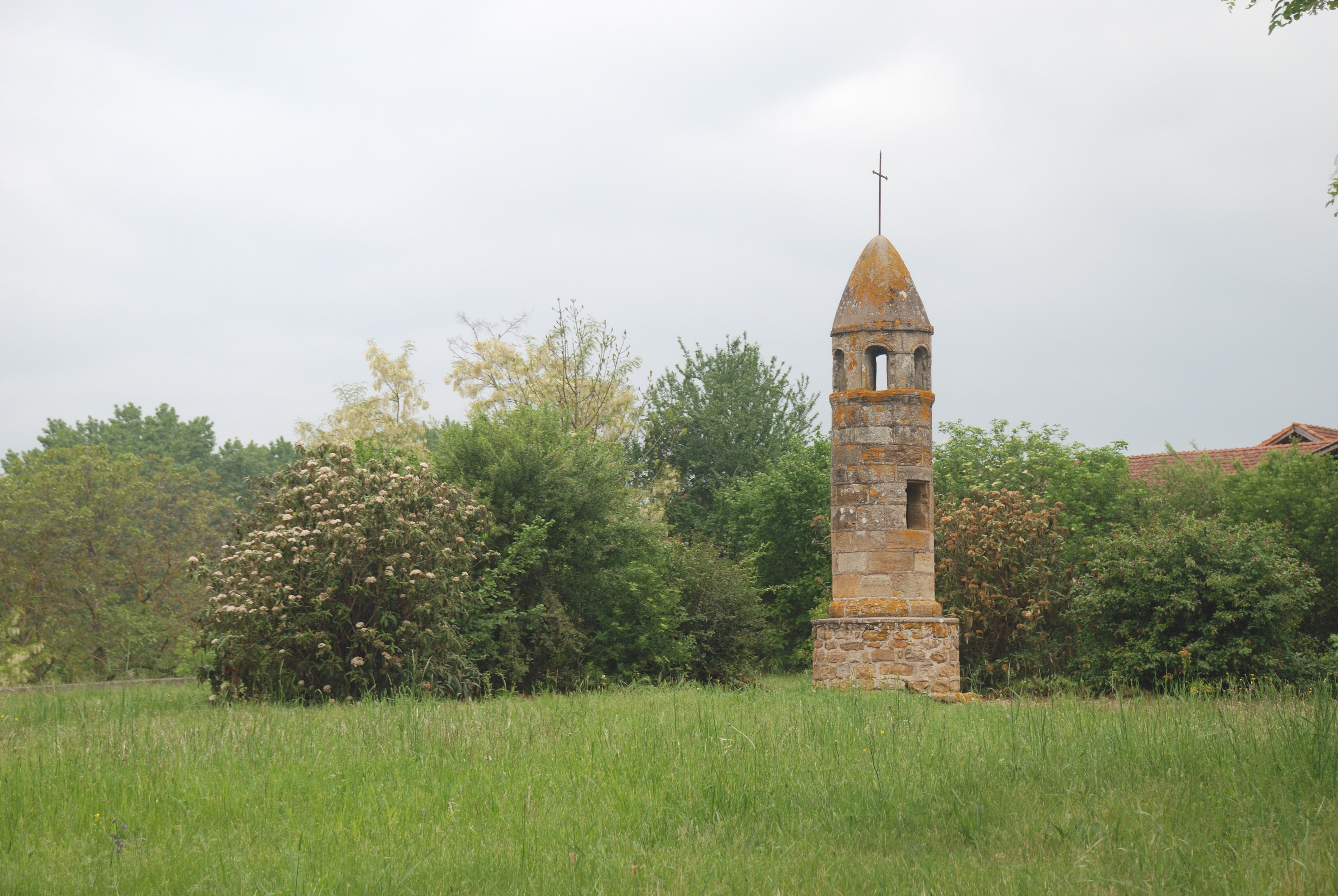
Lanterne des Morts

- Die ursprünglich dem heiligen Voisy, dem ersten Bischof von Le Puy-en-Velay geweihte Pfarrkirche Notre-Dame de l’Assomption ist ein dreischiffiger romanischer Bau des 12. Jahrhunderts, der jedoch in der Neuzeit wiederholt überarbeitet wurde. Hauptsächlich die dreiapsidiale Chorpartie mit den beiden Querhausarmen und einem alles überragenden achteckigen Vierungsturm aus dem 19. Jahrhundert lässt Bezüge zur auvergnatischen Romanik erahnen. Bei genauerem Hinsehen finden sich hier und im Tympanonfeld des Westportals einige dekorative Steininkrustationen. Der Kirchenbau wurde bereits im Jahr 1886 als Monument historique[1] eingestuft.
- Ebenso bedeutsam ist die auf dem ehemaligen Friedhofsgelände stehende Totenleuchte (lanterne des morts), die gemeinhin ins 12. oder 13. Jahrhundert datiert wird; sie ist eine der östlichsten in Frankreich. Der aus exakt behauenen Steinen gemauerte zylindrische Baukörper erhebt sich auf einem runden Sockel aus Bruchsteinen und endet in einer kegelförmigen Spitze. Das Bauwerk ist im Gemeindewappen abgebildet und wurde ebenfalls im Jahr 1886 als Monument historique[2] anerkannt.
- Am Ortsrand befindet sich ein kleines, auf vier hölzernen Stützen stehendes Taubenhaus aus Fachwerk mit Ziegelsteinfüllungen.